# Batalha de Hova
A Batalha de Hova ocorreu em 1275, em Hova, na floresta de Tiveden. A contenda opôs o exército do rei Valdemar da Suécia às forças dos seus irmãos Magno Birgersson e Érico Birgersson, ajudados pelo rei Érico V da Dinamarca.
O resultado do confronto foi a derrota do rei Valdemar, que fugiu para a Noruega, e a subida ao trono do irmão Magno Birgersson.